# Bahnhof Köln-Deutzerfeld
Der Bahnhof Köln-Deutzerfeld ist ein bedeutender Betriebsbahnhof der Deutschen Bahn AG im rechtsrheinischen Kölner Stadtteil Deutz. Seinen Ursprung hat er im Bahnhof Deutzer Feld der Köln-Mindener Eisenbahn-Gesellschaft.

## Geschichte
Der Bahnhof Deutzer Feld wurde 1859 von der Köln-Mindener Eisenbahn-Gesellschaft (CME) im Rahmen des Baus der Deutz-Gießener Eisenbahnstrecke gebaut.
Ein ursprünglich geplanter einfacher Umsteigebahnhof mit Inselbahnsteig für die Ziele Deutz, Köln, Minden und Gießen mit Zugang von der Deutz–Mülheimer Chaussee wurde nicht weiter ausgeführt. Er wurde dann als Rangier- und Abstellbahnhof mit den für den Betrieb der beiden Strecken Köln(-Deutz)–Minden und Deutz–Gießen notwendigen Einrichtungen, Gebäuden und Werkstätten, insbesondere einer „ausgedehnten Wagenreparaturwerkstätte“, ausgebaut, unter anderem mit:
- Lokomotivschuppen für 12 Maschinen
- Wasserstation mit Dampfmaschine
- 37-füßige Drehscheibe
- Wohnungen für Bahnmeister und Bahnhof-Inspektor
- Wagenschuppen
- Controllwaage
- Platz zum Auf- und Abladen von Gütern
- Wagenwerkstätte mit:[3]
  - Wagenreparaturwerkstätte
  - Lackiererei
  - mechanische Werkstätte
  - Schmiede
  - Werkstätte für Räder und Bandagen
  - Materialien-Magazin
  - Holzmagazin
  - Arbeiterspeisesaal mit Portierhaus

## Heutige Situation

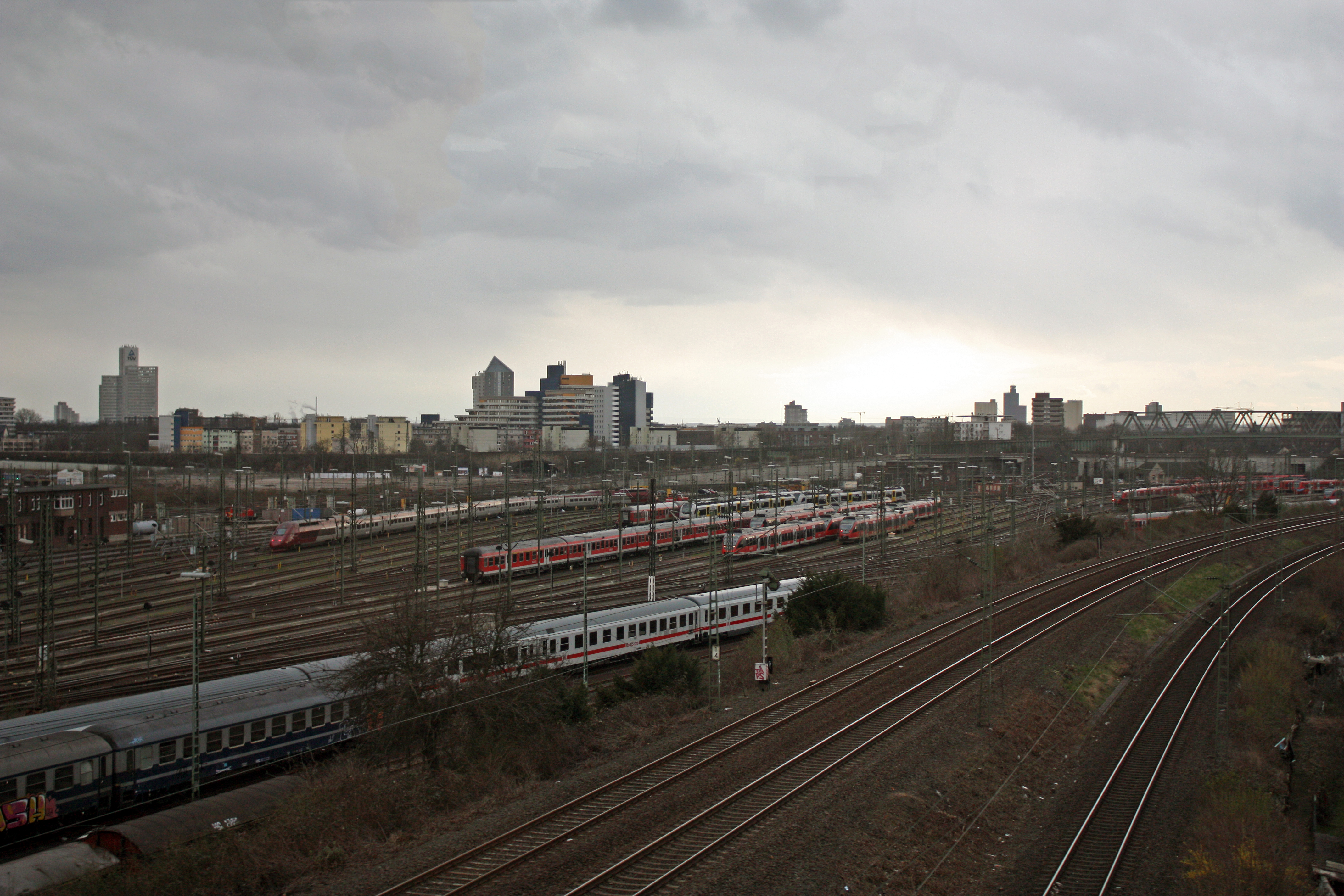
Blick von Norden auf das Betriebsgelände

Der Bahnhof Köln-Deutzerfeld ist über zwei eingleisige, elektrifizierte und als Hauptstrecke klassifizierte Bahnstrecken mit dem Bahnhof Köln Messe/Deutz verbunden.
Alle dort endenden Regionalverkehrslinien (von der Eifelstrecke die Linien RE 12, RE 22 und RB 24, und der Oberbergischen Bahn RB 25 des so genannten Dieselnetzes Köln, von der linken Rheinstrecke die RB 26 MittelrheinBahn und von der Erftbahn die Linie RB 38, in Tagesrandlage auch Züge anderer Linien) werden im Bahnhof Köln-Deutzerfeld abgestellt und wieder für den neuen Einsatz vorbereitet.
Zum Teil werden aber auch ICE- oder Thalys-Züge dort abgestellt (siehe auch im linken Teil des Bildes auf der rechten Seite). Diese enden bereits in Köln Hauptbahnhof, im dortigen Betriebsbahnhof befindet sich außerdem das ICE-Betriebswerk.
2007 waren ungefähr 70 Gleise in Betrieb.

## Perspektive
Ein geringer Teil des Geländes wurde inzwischen aufgegeben und zum Teil schon überplant bzw. bebaut. Bis etwa 2005 wurde von der Deutschen Bahn noch an eine weitgehende Umnutzung von Teilen des Bahnbetriebswerkes Köln-Deutzerfeld gedacht. Die Stadt Köln plante daraufhin u. a. eine Verwendung insbesondere für die Logistik der Messe Köln. Dies musste allerdings 2009 aufgegeben werden, da die Deutsche Bahn ihre Flächen „nach eigenen aktuellen Planungen auch langfristig für Eisenbahnbetriebszwecke benötigen wird.“
2010 wurde dann jedoch wieder für ein Teilgebiet mit dem Arbeitstitel Deutzer Feld im Dreieck zwischen den Eisenbahnstrecken Köln–Düsseldorf und Köln–Siegburg sowie der Straße des 17. Juni und des Walter-Pauli-Rings auf dem ehemaligen Gelände der CFK ein städtebauliches Planungskonzept mit zwei Varianten erarbeitet. Ziel der Planung war es, die städtebaulichen Rahmenbedingungen für das dort vorgesehene Feuerwehrzentrum Kalk und gewerbliche Nutzungen in Form von Büros und Dienstleistungen ohne Einzelhandel mit einer fünf- bis siebengeschossigen Bebauung zu schaffen, die neue Feuerwehrwache wurde 2019 eröffnet.
Ende 2020 wurde der große Lokschuppen abgerissen.